# Acura Grand Prix of Long Beach
Der Acura Grand Prix of Long Beach ist ein Automobilrennen auf dem Long Beach Grand Prix Circuit in Long Beach, Kalifornien, Vereinigte Staaten. Es fand erstmals 1975 statt. Von 1976 bis 1983 gehörte es zur Formel-1-Weltmeisterschaft. Es gehört seit 1984 zur höchsten Kategorie im American Championship Car Racing. Seit 2008 ist es Bestandteil des Rennkalenders der IndyCar Series.

## Geschichte
Am 28. September 1975 wurde das Rennen, damals unter dem Namen Long Beach Grand Prix, erstmals ausgetragen. Bei der ersten Auflage war es Bestandteil der Formel 5000. 1976 wurde der Grand Prix of Long Beach in den Rennkalender der Formel-1-Weltmeisterschaft aufgenommen. Das Rennen firmierte in dieser Meisterschaft auch unter dem Namen Großer Preis der USA West und wird in den Statistiken unter diesem Namen geführt. Bis zur Saison 1983 blieb das Rennen ein Weltmeisterschaftslauf der Formel 1. 1980 verunglückte Clay Regazzoni im Rennen schwer und war seitdem querschnittsgelähmt.
1984 wechselte der Long Beach Grand Prix in den Rennkalender der Indy Car World Series, der höchsten Kategorie im American Championship Car Racing. Seit 1986 wird das Rennen unter dem Namen Toyota Grand Prix of Long Beach ausgetragen. Das Rennen blieb bis 2007 im Rennkalender der Meisterschaft, die ihren Namen zur Saison 1997 änderte und anschließend als CART- (1997–2003) bzw. Champ-Car-Serie(2004–2007) geführt wurde. Bis 2003 sanktionierte CART das Rennen. Von 2004 bis einschließlich 2008 OWRS.
Nachdem die Champ-Car-Serie eingestellt worden war, wurde das Rennen zur Saison 2008 in den Rennkalender der IndyCar Series aufgenommen. Nachdem das Rennen 2008 noch von OWRS sanktioniert worden war, übernahm die Indy Racing League (seit 2011 IndyCar) ab 2009 diese Aufgabe. Der Toyota Grand Prix of Long Beach 2008 ist das letzte Rennen, welches von OWRS veranstaltet wurde. Alle Fahrer, die für die IndyCar-Series-Saison eingeschrieben waren, erhielten Punkte. Am gleichen Tag fand mit dem Indy Japan 300 ein weiteres Rennen der IndyCar-Series statt. Beim Toyota Grand Prix of Long Beach starteten diejenigen Teams, die 2008 ursprünglich in der Champ-Car-Serie an den Start gehen wollten. 2020 wurde das Rennen aufgrund der COVID-19-Pandemie abgesagt. 2021 fand hier das Saisonfinale statt, weil das Rennen wegen der anhaltenden Pandemie von April in den September verlegt wurde.

## Ergebnisse
| Auflage | Jahr | Serie          | Sieger                                    | Zweiter                                 | Dritter                                 | Pole-Position                            | Schnellste Runde                         |
| ------- | ---- | -------------- | ----------------------------------------- | --------------------------------------- | --------------------------------------- | ---------------------------------------- | ---------------------------------------- |
| 01      | 1975 | Formel 5000    | Brian Redman (Lola-Chevrolet)             | Vern Schuppan (Eagle-Chevrolet)         | Eppie Wietzes (Lola-Chevrolet)          | Tony Brise (Lola-Chevrolet)              | Tony Brise (Lola-Chevrolet)              |
| 02      | 1976 | Formel 1       | Clay Regazzoni (Ferrari)                  | Niki Lauda (Ferrari)                    | Patrick Depailler (Tyrrell-Ford)        | Clay Regazzoni (Ferrari)                 | Clay Regazzoni (Ferrari)                 |
| 03      | 1977 | Formel 1       | Mario Andretti (Lotus-Ford)               | Niki Lauda (Ferrari)                    | Jody Scheckter (Wolf-Ford)              | Niki Lauda (Ferrari)                     | Niki Lauda (Ferrari)                     |
| 04      | 1978 | Formel 1       | Carlos Reutemann (Ferrari)                | Mario Andretti (Lotus-Ford)             | Patrick Depailler (Tyrrell-Ford)        | Carlos Reutemann (Ferrari)               | Alan Jones (Williams-Ford)               |
| 05      | 1979 | Formel 1       | Gilles Villeneuve (Ferrari)               | Jody Scheckter (Ferrari)                | Alan Jones (Williams-Ford)              | Gilles Villeneuve (Ferrari)              | Gilles Villeneuve (Ferrari)              |
| 06      | 1980 | Formel 1       | Nelson Piquet (Brabham-Ford)              | Riccardo Patrese (Arrows-Ford)          | Emerson Fittipaldi (Fittipaldi-Ford)    | Nelson Piquet (Brabham-Ford)             | Nelson Piquet (Brabham-Ford)             |
| 07      | 1981 | Formel 1       | Alan Jones (Williams-Ford)                | Carlos Reutemann (Williams-Ford)        | Nelson Piquet (Brabham-Ford)            | Riccardo Patrese (Arrows-Ford)           | Alan Jones (Williams-Ford)               |
| 08      | 1982 | Formel 1       | Niki Lauda (McLaren-Ford)                 | Keke Rosberg (Williams-Ford)            | Riccardo Patrese (Brabham-Ford)         | Andrea de Cesaris (Alfa Romeo)           | Niki Lauda (McLaren-Ford)                |
| 09      | 1983 | Formel 1       | John Watson (McLaren-Ford)                | Niki Lauda (McLaren-Ford)               | René Arnoux (Ferrari)                   | Patrick Tambay (Ferrari)                 | Niki Lauda (McLaren-Ford)                |
| 10      | 1984 | ICWS           | Mario Andretti (Lola-Cosworth)            | Geoff Brabham (March-Cosworth)          | Tom Sneva (March-Cosworth)              | Mario Andretti (Lola-Cosworth)           | nicht bekannt                            |
| 11      | 1985 | ICWS           | Mario Andretti (Lola-Cosworth)            | Emerson Fittipaldi (March-Cosworth)     | Danny Sullivan (March-Cosworth)         | Mario Andretti (Lola-Cosworth)           | nicht bekannt                            |
| 12      | 1986 | ICWS           | Michael Andretti (March-Cosworth)         | Al Unser jr. (Lola-Cosworth)            | Geoff Brabham (Lola-Cosworth)           | Danny Sullivan (March-Cosworth)          | nicht bekannt                            |
| 13      | 1987 | ICWS           | Mario Andretti (Lola-Chevrolet)           | Al Unser jr. (March-Cosworth)           | Tom Sneva (March-Cosworth)              | Mario Andretti (Lola-Chevrolet)          | nicht bekannt                            |
| 14      | 1988 | ICWS           | Al Unser jr. (March-Chevrolet)            | Bobby Rahal (Lola-Judd)                 | Kevin Cogan (March-Cosworth)            | Danny Sullivan (Penske-Chevrolet)        | nicht bekannt                            |
| 15      | 1989 | ICWS           | Al Unser jr. (Lola-Chevrolet)             | Michael Andretti (Lola-Chevrolet)       | Emerson Fittipaldi (Penske-Chevrolet)   | Al Unser jr. (Lola-Chevrolet)            | nicht bekannt                            |
| 16      | 1990 | ICWS           | Al Unser jr. (Lola-Chevrolet)             | Emerson Fittipaldi (Penske-Chevrolet)   | Danny Sullivan (Penske-Chevrolet)       | Al Unser jr. (Lola-Chevrolet)            | nicht bekannt                            |
| 17      | 1991 | ICWS           | Al Unser jr. (Lola-Chevrolet)             | Bobby Rahal (Lola-Chevrolet)            | Eddie Cheever (Lola-Chevrolet)          | Michael Andretti (Lola-Chevrolet)        | nicht bekannt                            |
| 18      | 1992 | ICWS           | Danny Sullivan (Galmer-Chevrolet)         | Bobby Rahal (Lola-Chevrolet)            | Emerson Fittipaldi (Penske-Chevrolet)   | Michael Andretti (Lola-Ford)             | nicht bekannt                            |
| 19      | 1993 | ICWS           | Paul Tracy (Penske-Chevrolet)             | Bobby Rahal (Rahal-Hogan-Chevrolet)     | Nigel Mansell (Lola-Ford)               | Nigel Mansell (Lola-Ford)                | nicht bekannt                            |
| 20      | 1994 | ICWS           | Al Unser jr. (Penske-Ilmor)               | Nigel Mansell (Lola-Ford)               | Robby Gordon (Lola-Ford)                | Paul Tracy (Penske-Ilmor)                | Al Unser jr. (Penske-Ilmor)              |
| 21      | 1995 | ICWS           | Al Unser jr. (Penske-Ilmor-Mercedes-Benz) | Scott Pruett (Lola-Ford)                | Teo Fabi (Reynard-Ford)                 | Michael Andretti (Lola-Ford)             | Michael Andretti (Lola-Ford)             |
| 22      | 1996 | ICWS           | Jimmy Vasser (Reynard-Honda)              | Parker Johnstone (Reynard-Honda)        | Al Unser jr. (Penske-Mercedes)          | Gil de Ferran (Reynard-Honda)            | Paul Tracy (Penske-Mercedes)             |
| 23      | 1997 | CART           | Alex Zanardi (Reynard-Honda)              | Maurício Gugelmin (Reynard-Mercedes)    | Scott Pruett (Reynard-Ford)             | Gil de Ferran (Reynard-Honda)            | Alex Zanardi (Reynard-Honda)             |
| 24      | 1998 | CART           | Alex Zanardi (Reynard-Honda)              | Dario Franchitti (Reynard-Honda)        | Bryan Herta (Reynard-Ford)              | Bryan Herta (Reynard-Ford)               | Bobby Rahal (Reynard-Ford)               |
| 25      | 1999 | CART           | Juan Pablo Montoya (Reynard-Honda)        | Dario Franchitti (Reynard-Honda)        | Bryan Herta (Reynard-Ford)              | Tony Kanaan (Reynard-Honda)              | Juan Pablo Montoya (Reynard-Honda)       |
| 26      | 2000 | CART           | Paul Tracy (Reynard-Honda)                | Hélio Castroneves (Reynard-Honda)       | Jimmy Vasser (Lola-Toyota)              | Gil de Ferran (Reynard-Honda)            | Gil de Ferran (Reynard-Honda)            |
| 27      | 2001 | CART           | Hélio Castroneves (Reynard-Honda)         | Cristiano da Matta (Lola-Toyota)        | Gil de Ferran (Reynard-Honda)           | Hélio Castroneves (Reynard-Honda)        | Hélio Castroneves (Reynard-Honda)        |
| 28      | 2002 | CART           | Michael Andretti (Reynard-Honda)          | Jimmy Vasser (Lola-Ford)                | Max Papis (Lola-Ford)                   | Jimmy Vasser (Lola-Ford)                 | Bruno Junqueira (Lola-Toyota)            |
| 29      | 2003 | CART           | Paul Tracy (Lola-Ford-Cosworth)           | Adrián Fernández (Lola-Ford-Cosworth)   | Bruno Junqueira (Lola-Ford-Cosworth)    | Michel Jourdain jr. (Lola-Ford-Cosworth) | Michel Jourdain jr. (Lola-Ford-Cosworth) |
| 30      | 2004 | Champ Car      | Paul Tracy (Lola-Ford-Cosworth)           | Bruno Junqueira (Lola-Ford-Cosworth)    | Sébastien Bourdais (Lola-Ford-Cosworth) | Bruno Junqueira (Lola-Ford-Cosworth)     | Sébastien Bourdais (Lola-Ford-Cosworth)  |
| 31      | 2005 | Champ Car      | Sébastien Bourdais (Lola-Ford-Cosworth)   | Paul Tracy (Lola-Ford-Cosworth)         | Bruno Junqueira (Lola-Ford-Cosworth)    | Paul Tracy (Lola-Ford-Cosworth)          | Sébastien Bourdais (Lola-Ford-Cosworth)  |
| 32      | 2006 | Champ Car      | Sébastien Bourdais (Lola-Ford-Cosworth)   | Justin Wilson (Lola-Ford-Cosworth)      | Alex Tagliani (Lola-Ford-Cosworth)      | Sébastien Bourdais (Lola-Ford-Cosworth)  | Sébastien Bourdais (Lola-Ford-Cosworth)  |
| 33      | 2007 | Champ Car      | Sébastien Bourdais (Panoz-Cosworth)       | Oriol Servià (Panoz-Cosworth)           | Will Power (Panoz-Cosworth)             | Sébastien Bourdais (Panoz-Cosworth)      | Simon Pagenaud (Panoz-Cosworth)          |
| 34      | 2008 | IndyCar Series | Will Power (Panoz-Cosworth)               | Franck Montagny (Panoz-Cosworth)        | Mario Domínguez (Panoz-Cosworth)        | Justin Wilson (Panoz-Cosworth)           | Antonio Pizzonia (Panoz-Cosworth)        |
| 35      | 2009 | IndyCar Series | Dario Franchitti (Dallara-Honda)          | Will Power (Dallara-Honda)              | Tony Kanaan (Dallara-Honda)             | Will Power (Dallara-Honda)               | Ryan Briscoe (Dallara-Honda)             |
| 36      | 2010 | IndyCar Series | Ryan Hunter-Reay (Dallara-Honda)          | Justin Wilson (Dallara-Honda)           | Will Power (Dallara-Honda)              | Will Power (Dallara-Honda)               | Ryan Hunter-Reay (Dallara-Honda)         |
| 37      | 2011 | IndyCar Series | Mike Conway (Dallara-Honda)               | Ryan Briscoe (Dallara-Honda)            | Dario Franchitti (Dallara-Honda)        | Will Power (Dallara-Honda)               | Dario Franchitti (Dallara-Honda)         |
| 38      | 2012 | IndyCar Series | Will Power (Dallara-Chevrolet)            | Simon Pagenaud (Dallara-Honda)          | James Hinchcliffe (Dallara-Chevrolet)   | Ryan Briscoe (Dallara-Chevrolet)         | Tony Kanaan (Dallara-Chevrolet)          |
| 39      | 2013 | IndyCar Series | Takuma Satō (Dallara-Honda)               | Graham Rahal (Dallara-Honda)            | Justin Wilson (Dallara-Honda)           | Dario Franchitti (Dallara-Honda)         | E. J. Viso (Dallara-Chevrolet)           |
| 40      | 2014 | IndyCar Series | Mike Conway (Dallara-Chevrolet)           | Will Power (Dallara-Chevrolet)          | Carlos Muñoz (Dallara-Honda)            | Ryan Hunter-Reay (Dallara-Honda)         | Hélio Castroneves (Dallara-Chevrolet)    |
| 41      | 2015 | IndyCar Series | Scott Dixon (Dallara-Chevrolet)           | Hélio Castroneves (Dallara-Chevrolet)   | Juan Pablo Montoya (Dallara-Chevrolet)  | Hélio Castroneves (Dallara-Chevrolet)    | Stefano Coletti (Dallara-Chevrolet)      |
| 42      | 2016 | IndyCar Series | Simon Pagenaud (Dallara-Chevrolet)        | Scott Dixon (Dallara-Chevrolet)         | Hélio Castroneves (Dallara-Chevrolet)   | Hélio Castroneves (Dallara-Chevrolet)    | Charlie Kimball (Dallara-Chevrolet)      |
| 43      | 2017 | IndyCar Series | James Hinchcliffe (Dallara-Honda)         | Sébastien Bourdais (Dallara-Honda)      | Josef Newgarden (Dallara-Chevrolet)     | Hélio Castroneves (Dallara-Chevrolet)    | Hélio Castroneves (Dallara-Chevrolet)    |
| 44      | 2018 | IndyCar Series | Alexander Rossi (Dallara-Honda)           | Will Power (Dallara-Honda)              | Ed Jones (Dallara-Chevrolet)            | Alexander Rossi (Dallara-Honda)          | Josef Newgarden (Dallara-Chevrolet)      |
| 45      | 2019 | IndyCar Series | Alexander Rossi (Dallara-Honda)           | Josef Newgarden (Dallara-Chevrolet)     | Scott Dixon (Dallara-Honda)             | Alexander Rossi (Dallara-Honda)          | Ryan Hunter-Reay (Dallara-Honda)         |
| –       | 2020 | IndyCar Series | abgesagt aufgrund der COVID-19-Pandemie   | abgesagt aufgrund der COVID-19-Pandemie | abgesagt aufgrund der COVID-19-Pandemie | abgesagt aufgrund der COVID-19-Pandemie  | abgesagt aufgrund der COVID-19-Pandemie  |
| 46      | 2021 | IndyCar Series | Colton Herta (Dallara-Honda)              | Josef Newgarden (Dallara-Chevrolet)     | Scott Dixon (Dallara-Honda)             | Josef Newgarden (Dallara-Chevrolet)      | Patricio O’Ward (Dallara-Chevrolet)      |
| 47      | 2022 | IndyCar Series | Josef Newgarden (Dallara-Chevrolet)       | Romain Grosjean (Dallara-Honda)         | Alex Palou (Dallara-Honda)              | Colton Herta (Dallara-Honda)             | Alex Palou (Dallara-Honda)               |
| 48      | 2023 | IndyCar Series | Kyle Kirkwood (Dallara-Honda)             | Romain Grosjean (Dallara-Honda)         | Marcus Ericsson (Dallara-Honda)         | Kyle Kirkwood (Dallara-Honda)            | Alex Palou (Dallara-Honda)               |
| 49      | 2024 | IndyCar Series | Scott Dixon (Dallara-Honda)               | Colton Herta (Dallara-Honda)            | Alex Palou (Dallara-Honda)              | Felix Rosenqvist (Dallara-Honda)         | Marcus Ericsson (Dallara-Honda)          |